# Живети (филм из 1994)
Живети (кин. 活着, Huózhe) је кинески филм из 1994. године режиран од стране Џанг Јимоу-а у коме главне улоге тумаче Ге Јоу и Гонг Ли. Филм је заснован на истоименом роману познатог кинеског писца Ју Хуа.
Ово је први кинески филм који је продат у иностранству пре него што је филм био објављен у самој земљи. Премијера је одржана 18. маја 1994. године у оквиру Њујоршког филмског фестивала. Филм је у Кини забранила кинеска државна управа за радио, филм и телевизију због критичког приказивања политике комунистичке владе током Културне револуције. Поред тога, Џанг Јимоу добија забрану за режирање филмова наредне две године.

## Развој
Џанг Јимоу је првобитно намеравао да направи адаптацију трилера Грешке на ивици реке, такође написаног од стране Ју Хуа. Ју је дао Џангу комплет свих својих радова које је до тада објавио како би Џанг био у стању да их боље разуме. Џанг је саопштио како је започео читање романа Живети, један од његових радова, и да није могао да престане да га чита. Џанг се састао са Јуом како би дискутовали о сценарију за Грешку на ивици реке, али су нехотице настављали да спомињу роман Живети. Због тога су одлучили да ипак направе адапатацију тог романа.

## Радња
Током 40-их година, Сју Фугуи (Ге Јоу) је син богаташа и компулзивни коцкар који губи породично имање од стране човека по имену Лонг'ер. Услед његовог понашања напушта га и његова жена Ђаџен (Гонг Ли), заједно са њиховом ћерком Фенгсја и нерођеним сином Јоућингом.
Фугуи се на крају поновно уједињује са супругом и децом, али је присиљен да оснује луткарску трупу са партнером по имену Чуеншенг. У то време избија кинески грађански рат услед кога и Фугуи и Чуеншенг током њиховог извођења бивају регрутовани у оружане снаге Куоминтангове Републике Кине. Усред рата, обојицу их заробљава комунистичка Народноослободилачка војска коју одслужују изводећи своју луткарску рутину за комунистичке револуционаре. Најзад, Фугуи се коначно враћа кући како би га тамо, услед грознице, затекла нема и полуглува ћерка.
Убрзо након његовог повратка, Фугуи сазнаје да Лонг'ер није желео да донира комунистичкој ,,народној влади" ништа од свог богатства, већ уместо тога пали сву своју имовину. Нико не помаже у гашењу пожара, с обзиром да је Лонг'ер био џентрија. На крају бива осуђен на стрељање. Како се повлачио, препознаје Фугуија у гомили и покушава да разговара с њим док бива вучен према погубљењима. Фугуи, преплављен страхом, налеће на сокак пре него што зачује пет пуцњева. Жури кући да јави Ђаџен шта се догодило и брзо извлаче потврду да је Фугуи већ служио у комунистичкој Народноослободилачкој војсци. Ђаџен га уверава да они више нису џентрије и да неће бити убијени.
Прича се наставља 10 година касније, у време Великог скока напред. Локални шеф града позива све да донирају све старо гвожђе националном погону за производњу челика и израду оружја ради поновног преузимање Тајвана. Као забављач, Фугуи сваке вечери наступа пред целим градом и врло је поносан својим певачким способностима.
Убрзо након тога, Фенгсја бива задиркивана од стране дечака. Јоућинг одлучује да им узврати тако што једном дечаку просипа нудле на главу током комуналног ручка. Ово узнемирава Фугуија, али Ђаџен га зауставља и објашњава му због чега је Јоућинг тако поступио. Фугуи схвата колико његова деца заправо брину једно за друго.
Деца су изморена од посла који раде у граду и покушавају да уграбе прилику да одспавају кад год могу. Коначно и добијају прилику да одморе током свечаности испуњавања квоте старог метала. У част прославе, сви једу кинеске ваљушке. Међутим, усред јела, Јоућингови школски другари га опомињу да се припреми за рад код локалног шефа. Ђаџен покушава да убеди Фугуија да га пусти да одспава, али пошто је Фугуи упорно то одбијао, Ђаџен на крају попушта и за ручак пакује сину 20 кинеских ваљушки. Фугуи носи Јоућинга до школе и говори му да загреје ваљушке пре јела како се не би разболео. Мора да слуша оца како би живео квалитетан живот.
Касније тог дана, Фугуи добија вест да је његов син убијен од стране локалног шефа. Спавао је са стране зида супротној оној одакле је налетео шефов џип и услед судара шеф бива рањен а Јоућинг умире на лицу места. Ђаџен, коју је обузела паника, није дозвољено да види тело свога сина, а Фугуи виче говорећи сину да се пробуди. Фенгсја немо посматра све у позадини.
Локални шеф посећује породицу на Јоућинговом гробу и представља се као Чуеншенг. Његово извињење и понуда да им се нечиме искупи бивају одбијени, нарочито од стране Ђаџен, говорећи му да њеној породици дугује цео живот. Он се, безнадежан, враћа до свог џипа како би тамо затекао свог чувара како грди Фенгсја која је сломила прозоре џипа. Чуеншенг му говори да престане и одлази кући.
Прича се поново помера 10 година унапред, у време Културне револуције. Сеоски начелник предлаже Фугуијевој породици да спали њихове луткарске драмске реквизите, пошто су били сматрани контрареволуционарним. Фенгсја није свесна који је заправо прави разлог за његов долазак: да би дискутовали о њеном будућем супругу. Фенгсја је сада одрасла и њени родитељи уговарају њен састанак са Ван Ерсијом, локалним вођом Црвене гарде. Ерси поправља кров њених родитеља и са својим радним колегама осликава приказе Мао Цедунга на њиховим зидовима. Показује са као веома љубазан и нежан човек; он и Фенгсја се заљубе и венчају, а она убрзо и затрудни.
Чуеншенг их посећује одмах након венчања како би поновно затражио Ђаџенин опроштај који не добија ни овај пут. Касније опет долази како би им јавио да је његова супруга извршила самоубиство и да он намерава да учини исто. Дошао је да им да сав свој новац, али Фугуи одбија да га узме. Међутим, кад се Чуеншенг спрема да оде, Ђаџен му наређује да настави да живи, подсећајући га да им још увек дугује живот.
Месецима касније, Фенгсја се порађа и њени родитељи и супруг су с њом у болници. Пошто су сви доктори послати да раде тешке послове, једино су студенти  остали у болници. Упркос томе, Ван Ерси успева да пронађе доктора који би могао да надгледа порођај, али овај доктор је веома слаб услед изгладњивања. Фугуи му купује 7 парених земички (мантоу) и породица одлучи да сина назове Мантоу (по земичкама). Међутим, Фенгсја почиње да крвари и медицинске сестре паниче, признајући да не знају шта да ураде. Породица и медицинске сестре траже савет доктора, али схватају да се доктор прејео и да је полусвестан. Породица је беспомоћна и Фенгсја умире од постпарталног крварења. Испоставило се да је доктор појео 7 земички, али пошто је истовремено пио и доста воде, свака земичка је добила величину 7 земички: стога, Фенгсја умире услед 49 земички које су се налазиле у његовом стомаку.
Филм се завршава 6 година касније, са породицом која се састоји од Фугуија, Ђаџен, њиховим зетом Ерсијем и унуком Мантоуом. Породица посећује гроб Фенгсја и Јоућинга, где Ђаџен, као и обично, оставља ваљушке свом сину. Ерси купује свом сину кутију пуну пилића коју одлучују да држе у ковчегу у коме су раније стајали луткарски реквизити. Када се Мантоу распитује колико дуго ће пилићима требати да одрасту, Фугуијев одговор наводи на нешто што је већ рекао раније у филму. Међутим, упркос свему кроз шта је у животу сам већ прошао, ипак верује у светлу будућност свог унука и филм се завршава његовом изјавом, „и живот ће бити све бољи и бољи“.

## Улоге
- Ге Јоу као Сју Фугуи
- Гонг Ли као Ђаџен
- Лју Тјенчи као одрасла Фенгсја
  - Сјао Цонг као Сју Фенгсја као тинејџерка
  - Џанг Лу као Сју Фенгсја као дете
- Феј Денг као Сју Јоућинг
- Ђанг Ву као Ван Ерси
- Ни Дахонг као Лонг'ер
- Гуо Тао као Чуеншенг

## Награде и номинације
| Награде                                     | Година | Категорија                                                                       | Резултат       | Белешке           |
| ------------------------------------------- | ------ | -------------------------------------------------------------------------------- | -------------- | ----------------- |
| Кански филмски фестивал                     | 1994.  | Велика награда жирија                                                            | Победио        | уз Узаврело сунце |
| Кански филмски фестивал                     | 1994.  | Награда екуменског жирија                                                        | Победио        | уз Узаврело сунце |
| Кански филмски фестивал                     | 1994.  | Награда за најбољег глумца (Ге Јоу)                                              | Победио        |                   |
| Кански филмски фестивал                     | 1994.  | Златна палма                                                                     | Номинован      |                   |
| Награда Златни глобус                       | 1994.  | Златни глобус за најбољи филм на страном језику                                  | Номинован      |                   |
| Национални одбор за рецензију филмова       | 1994.  | Награда националног одбора за најбољи филм на страном језику                     | Међу првих 5   | уз још 4 филма    |
| Национално друштво филмских критичара       | 1995.  | Награда Националног друштва филмских критичара за најбољи филм на страном језику | Другопласирани |                   |
| Филмске награде Британске академије         | 1995.  | Награда за најбољи филм који није на енглеском језику                            | Победио        |                   |
| Далас-Удружење филмских критичара Форт Ворт | 1995.  | Најбољи страни филм                                                              | Другопласирани |                   |

## Разлике у роману
- Филм мења место радње из руралне јужне Кине у мали град на северу Кине. Филм такође додаје и елемент Фугуијевог театра сенки. Други приповедач и вол нису присутни у филму. Поред тога, Фугуи има осећај политичког идеализма који није присутан у оригиналном роману. На крају филма губи овај осећај идеализма.[8]
- Роман је ретроспективан док филм нема елементе присећања.[9]
- Главна промена коју је Џанг увео јесте уклањање Ју Хуаовог приповедања у првом лицу.[9]
- Фугуи је једини преживели у роману док у Џанговом филму преживљавају четири члана породице.[9]

## Симболи у филму

### Храна
- Ваљушке: Јоућингова кутија за ручак никад не бива отворена, чак и након што он умире; ваљушке приложене на Јоућинговом гробу током његове сахране као и на крају филма када га поново посећују. Ваљушке симболишу узалудно потрошени живот.[9]
- Мантоу: Када се Фенгсја порађа, професор Ванг, једини професионални доктор, се умало гуши у земичкама и стога не може да јој спаси живот. Земичке не подржавају живот у овом случају и може се рећи да је оне индиректно убијају.[9]
- Нудле: Јоућинг не сматра храну као најважнију, имајући у виду да користи свој оброк ради освете. Међутим, нудле можда у буквалном смислу јесу узалудно потрошене, али не и из Јоућингове тачке гледишта. Храна не служи искључиво само за „засићење” или „живљење”. Исто тако, „живети” не овиси само о храни.[9]

### Театар сенки
Луткарске представе заправо симболишу догађаје кроз које сами ликови у филму пролазе.

### Завршна сцена у филму
Мали пилићи ће порасти у патке, патке ће постати гуске, а гуске волови и живот ће бити све бољи и бољи.